# Where Have I Known You Before
Where Have I Known You Before — альбом американского джаз-рок-квартета Return to Forever, выпущенный в 1974 году на лейбле Polydor. После стилистического поворота Hymn of the Seventh Galaxy Return to Forever оказались во главе нового джазового движения вместе с Mahavishnu Orchestra и Weather Report, познакомив целое поколение с импровизированной музыкой с помощью высокоскоростных и сложных джаз-роковых мелодий.

## История создания
Второй джаз-роковый альбом Where Have I Known You Before (1974) был похож по стилю на предыдущий альбом, но Чик Кориа играл на синтезаторах в дополнение к электрическому пианино, а Стэнли Кларк разработал свой знаменитый звук и стиль электробаса. Гитарист Билл Коннорс вскоре покинул группу, желая сосредоточиться на своей сольной акустической карьере и будучи недовольным количеством гастролей, требуемых группой. Он был заменен на Эрла Клуга, который играл на гитаре на некоторых живых выступлениях группы. Однако вскоре его заменил 19-летний гитарный вундеркинд Эл Ди Меола, который играл на гитаре в альбоме.
История, стоящая за присоединением Ди Меолы к группе, породила одно из самых занимательных воспоминаний гитариста. «Мне было 19, и я был в музыкальном колледже Беркли», — сказал он. «Чик позвонил мне. Он сказал: „Эл, твой друг принес мне кассету, и я бы хотел, чтобы ты присоединился к группе“. Вот так просто. Было действительно трудно поверить, что это был Чик Кориа по телефону, хотя я слышал его голос раньше на концертах, потому что видел группу вживую. Поэтому я собрал свои вещи и ушел из Беркли. Мое первое выступление состоялось в Карнеги-холле три дня спустя», — говорит Эл Ди Меола в интервью журналу JazzTimes.

## Об альбоме
Название Where Have I Known You Before было вдохновлено текстами песен друга Чика Кориа Невилла Поттера. Лидер группы Чик Кориа теперь все больше тяготел к использованию синтезаторов, а также электро- и акустического пианино и органа. Его использование синтезаторов ARP Odyssey и Minimoog слышно в открывающем альбом треке «Vulcan Worlds». Написанная басистом Стэнли Кларком композиция содержит мотив и ритмические фигуры, которые появятся в альбоме Кларка позднее в том же 1974 году. Онлайн-журнал Jazz Views считает, что Кларк был явно поклонником «Звездного пути», так как его второй сольный альбом включал мелодию «Vulcan Princess».
Как пишет онлайн-издание Chaospin, в композиции «Vulcan Worlds» Чик Кориа начинает с нескольких тонких фортепианных нот, а ритмическая основа немедленно выкладывается за ним Ленни Уайтом на барабанах и Стэнли Кларком на басу. Результат — почти космический звук, а звуковые ландшафты и гитарные ритмы почти психоделические.
Альбом перемежается тремя сольными акустическими фортепианными пьесами Чика Кориа, каждая из которых длится одну или две минуты и имеет названия, начинающиеся с «Where Have I…» — первая называется «Where Have I Loved You Before».  Музыкальный критик Билл Адлер считает, что поток энергии и идей в этих пьесах остается непрерывным при переходах от электрического звука к акустическому и обратно, при этом акустическая работа служит для расширения общего спектра звука и цвета.
Присутствие студента музыкальной школы Беркли гитариста Эла Ди Меолы, по мнению Glide Magazine, помогло упорядочить звучание группы, поскольку его техника фламенко добавила скорости и мощи материалу, а также исполнению таких номеров, как «The Shadow of Lo» и преемственности с оригинальным воплощением Return to Forever. Дополнительный вклад Ди Меолы в композицию «Earth Juice» совпадает с вкладом других участников группы, проявив лиризм в Where Have I Known You Before.
Альбом заканчивается 14-минутной «Song To The Pharaoh Kings» Чика Кориа, номером в виде сюиты, которая включала повторяющиеся восточные темы и мотивы, над которыми каждый из четырех музыкантов исполнял обширные соло. Композиция начинается долгим, медленным, извивающимся соло на синтезаторе во вступлении, которое постепенно набирает темп, звуча почти в стиле барокко, прежде чем к нему присоединяются остальные участники группы. Мелодия включает в себя соло Кларка, Кориа и Ди Меолы и завершается неистовой игрой на синтезаторе.

## Релиз и критика
Where Have I Known You Before был выпущен в сентябре 1974 года лейблом Polydor Records и поднялся на 32-е место в чарте Billboard 200.
Альбом вызвал неоднозначную реакцию музыкальных критиков. Так, обозреватель The New York Times пишет: «Группа когда-то воспринималась как джазовые музыканты, выходящие за рамки традиционных ролей и делающие следующий эволюционный шаг. В этот момент, особенно в полностью электрической части альбома, в таких песнях, как „Vulcan Worlds“ и „Song to the Pharoah Kings“, она звучала как рок-группа, в основном. (Г-н Ди Меола оказал влияние на многих рок-музыкантов.) Но она делала и другие вещи, в соответствии с сильными сторонами и темпераментами своих музыкантов».
Онлайн-издание PopMatters считает, что к Where Have I Known You Before, всего лишь второму альбому группы, формула, найденная в предыдущем альбоме Hymn of the Seventh Galaxy уже кажется утомительной. «Однако Кориа теперь гораздо чаще солирует на новой доступной технологии: синтезаторе, который производил кричаще-волнистый звук из одной ноты, который можно было искусно изгибать колесом. Очевидно, Кориа начал рассматривать Return to Forever не как „джазовую группу“, а как средство для своего жанрово-гибкого, длинного самовыражения». Похожей точки зрения придерживается и обозреватель журнала Prog, который пишет, что Кориа не был заинтересован в  Return to Forever как группе для джемования, а скорее считал её местом для расширения инструментальных амбиций и масштаба своего творчества.
По мнению электронного журнала uDiscover Music, прог-роковая виртуозность, доминирующая в Return to Forever середины периода, достигла своего апогея в пластинке Where Have I Known You Before, которая поменяла Коннорса на еще более ловкого Эла Ди Меолу. «Кориа использует больше синтезаторов, Уайт и Кларк еще сильнее давят на газ, и все это превращается в эпическое завершение, „Song to The Pharoah Kings“ Кориа с восточным оттенком, спасённое феноменальной музыкальностью участников».
Составитель The Rolling Stone Jazz Record Guide Джон Свенсон пишет: «Удивительно, насколько тонка грань между новизной и клише. Where Have I Known You Before вновь представил классические наклонности Кориа, но ни он, ни группа не были уверены, как их предложить публике. Перегруженный утомительными, бесцельными риффами, но примечательный спорадическими проблесками изысканного акустического лейтмотива альбом».
Журналист Билл Адлер в своей рецензии для газеты Ann Arbor Sun положительно отозвался об этом альбоме, написав, что, несмотря на явное влияние Mahavishnu Orchestra, он представляет собой нечто отличительное и завершённое от Return to Forever.  Отметив небольшую слабость работы Ди Меолы, который не дотягивает до своего предшественника Билла Коннорса, критик высоко оценил мастерство Стэнли Кларка, сравнив его безошибочную и неудержимую работу на электробасе со швейной машинкой, «взбесившейся на гобелене вашего беззащитного ума».

## Список композиций
Слова и музыка всех песен — Чик Кориа, за исключением отмеченных отдельно.
| №  | Название                               | Автор(ы)     | Длительность |
| -- | -------------------------------------- | ------------ | ------------ |
| 1. | «Vulcan Worlds»                        | Стэнли Кларк | 7:51         |
| 2. | «Where Have I Loved You Before?»       |              | 1:02         |
| 3. | «The Shadow of Lo»                     | Ленни Уайт   | 7:32         |
| 4. | «Where Have I Danced with You Before?» |              | 1:14         |
| 5. | «Beyond the Seventh Galaxy»            |              | 3:13         |

| №                   | Название                         | Автор(ы)                        | Длительность |
| ------------------- | -------------------------------- | ------------------------------- | ------------ |
| 6.                  | «Earth Juice»                    | Кориа, Кларк, Уайт, Эл Ди Меола | 3:46         |
| 7.                  | «Where Have I Known You Before?» |                                 | 2:20         |
| 8.                  | «Song to the Pharaoh Kings»      |                                 | 14:21        |
| Общая длительность: | Общая длительность:              | Общая длительность:             | 41:27        |

## Участники записи

#### Музыканты
- Чик Кориа - акустическое пианино, электрическое пианино Fender Rhodes, клавинет Hohner, электрический орган Yamaha, синтезаторы (ARP Odyssey, Minimoog), перкуссия
- Эл Ди Меола - электрогитара, акустическая двенадцатиструнная гитара
- Стэнли Кларк - электрическая бас-гитара, электрический орган Yamaha, колокольчики
- Ленни Уайт - барабаны, конги, бонго, перкуссия

#### Производство
- Шелли Якус – инженер
- Том Рабстенек - мастеринг
- Херб Дрейвиц - фотография на обложке